# Yves Pajot
Yves Pajot (ur. 20 kwietnia 1952 w La Baule-Escoublac) – francuski żeglarz sportowy, dwukrotny olimpijczyk Letnich Igrzysk Olimpijskich 1972 w Monachium i Letnich Igrzysk Olimpijskich 1972 w Montréalu. Uczestnik Pucharu Louisa Vuittona w 1987. Mistrz świata klas 5O5 oraz Latający Holender.

## Biografia
Yves Pajot startował w Latającym Holendrze na Letnich Igrzyskach Olimpijskich 1972 i zdobył srebrny medal olimpijski ze swoim bratem Markiem Pajotem. Obaj startowali w tej samej imprezie na Letnich Igrzyskach Olimpijskich 1976, zajmując ósme miejsce.
Yves Pajot jest współzałożycielem stoczni żeglarskiej Fountaine-Pajot.

### Igrzyska olimpijskie
| Rok  | Kraj   | Miejsce   | Miejsce regat | Klasa             | Wynik  | Punkty | Startujących |
| ---- | ------ | --------- | ------------- | ----------------- | ------ | ------ | ------------ |
| 1972 | RFN    | Monachium | Kilonia       | Latający Holender | srebro | 40,7   | 29           |
| 1976 | Kanada | Montréal  | Kingston      | Latający Holender | 8      | 72,0   | 20           |

### Klasa Latający Holender
Tabela zawiera tylko wybrane starty, ukończone na medalowych pozycjach.
| Rok  | Kraj              | Miejsce                 | Medal  | Ranga                      | Startujących |
| ---- | ----------------- | ----------------------- | ------ | -------------------------- | ------------ |
| 1973 | Stany Zjednoczone | Rochester               | srebro | Mistrzostwa Europy         |              |
| 1973 | Szwajcaria        | Thun                    | brąz   | Mistrzostwa Europy         |              |
| 1975 | Algieria          | Algier                  | srebro | Igrzyska śródziemnomorskie |              |
| 1975 | Stany Zjednoczone | jezioro Erie, Abino Bay | złoto  | Mistrzostwa Świata         |              |

### Klasa 5O5
Tabela zawiera tylko wybrane starty, ukończone na medalowych pozycjach.
| Rok  | Kraj     | Miejsce   | Medal  | Ranga              | Startujących |
| ---- | -------- | --------- | ------ | ------------------ | ------------ |
| 1968 | RFN      | Kilonia   | srebro | Mistrzostwa Świata |              |
| 1973 | Hongkong | Hongkong  | brąz   | Mistrzostwa Świata | 90           |
| 1974 | Szwecja  | Marstrand | złoto  | Mistrzostwa Świata | 81           |